# Argumentum ad hominem
Argumentum ad hominem (łac. „argument do człowieka”) – historycznie, jest to sposób argumentowania, w którym, na poparcie swojej tezy, dyskutant powołuje się na opinie uznane przez oponenta – których sam w rzeczywistości może nie uznawać – wyciągając z tychże twierdzeń oponenta konsekwencje wspierające swoją tezę. W takim rozumieniu „nie jest to typ argumentacji ze swej natury błędny lub zwodniczy. W wielu przypadkach jego użycie jest nie tylko dopuszczalne, ale wręcz jak najbardziej uzasadnione”. Zabieg ten ma pokazać, że w gruncie rzeczy oponent zgadza się z tezą przedstawioną przez dyskutanta, a jeżeli nadal upiera się przy swoim, to znaczy, że jest niekonsekwentny w swoich przekonaniach.
Współcześnie określenie to ma często także inne rozumienie, jako pewien typ nieformalnego błędu argumentacyjnego, w którym dyskutant odwołuje się do cech oponenta bądź okoliczności, w których jest oponent, a nie do opinii uznanych przez oponenta czy argumentów oponenta (w tym znaczeniu argumentum ad personam może być traktowany jako jeden z rodzajów argumentum ad hominem; obok ad hominem sytuacyjnego oraz tu quoque). Tym, co można by określić jako wspólne dla obydwu znaczeń definiowanego tu terminu jest fakt, że dyskutant w podanym uzasadnieniu swojego stanowiska odwołuje się do oponenta (jego twierdzeń, faktów z życia, czy cech, które, zdaniem dyskutanta, można przypisać oponentowi), a nie np. własnych opinii/założeń, twierdzeń innych osób lub środowisk (jak środowisko naukowe), albo okoliczności nie dotyczących bezpośrednio życia czy cech oponenta.

## Przykłady
- Nasz rozmówca stwierdza, że najcięższe przestępstwa powinny być karane karą śmierci. Przywołujemy jednak fakt, że jest on członkiem ruchu „pro life”, stwierdzając, że stoi to w sprzeczności z jego deklaracją o karze śmierci. Jest to błąd typu ad hominem sytuacyjny – w dyskusji liczą się tylko tezy wypowiedziane przez oponenta, a fakt należenia do organizacji to okoliczność, a nie teza. Okoliczność ta nie oznacza również, że oponent żywi jakiekolwiek przekonania związane z tym ruchem – może np. być agentem wywiadu, który dostał misję inwigilacji.
- „Nie możesz mieć racji, że nie powinienem tu palić ze względu na całkowity zakaz palenia, skoro sam tu palisz”. Błąd typu ad hominem tu quoque: stwierdzenie, że oponent zachowuje się niezgodnie z tym, co twierdzi, że jest zakazane, nie odnosi się do tezy przeciwnika, że dyskutant nie powinien palić w danym miejscu; to, że oponent nie stosuje się do rzekomego zakazu palenia nie ma nic do twierdzenia, że zakaz jest i obydwaj powinni się do niego stosować.
- „Płód to też człowiek. Skoro twierdzisz, że w dyskusji o aborcji należy odwoływać się do faktów nauk przyrodniczych, to musisz się ze mną zgodzić, bo nauki przyrodnicze definiują człowieka jako osobnika gatunku homo sapiens, a płód to osobnik gatunku homo sapiens w pierwszych etapach swojego rozwoju”. Jest to poprawny argument ad hominem w pierwszym znaczeniu – wyciągnięcie przez dyskutanta konsekwencji z twierdzenia przeciwnika, w celu uzasadnienia tezy dyskutanta.
- „Powinieneś zaakceptować moje podanie o zastąpienie Cię na miejscu kierownika przez moją osobę. Przecież kiedy kazałeś mi pracować po godzinach, powiedziałeś, że powinno się ćwiczyć pokorę akceptując to, co jest dla nas trudnym wyzwaniem”. Jest to poprawny argument ad hominem w pierwszym znaczeniu – oponent, aby być racjonalnym w sensie bycia spójnym z tym, co sam stwierdził, musi przyznać rację dyskutantowi, że powinien ustąpić ze stanowiska na prośbę dyskutanta.